# 博维尔 (洛特-加龙省)
博维尔（法語：Beauville，法語發音：[bovil]）是法国洛特-加龙省的一个市镇，属于阿让区。

## 地理
博维尔（44°16'36"N, 0°52'56"E）面积23.17 平方千米，位于法国新阿基坦大区洛特-加龍省，该省份为法国西南部内陆省份，北起多爾多涅省，西接吉倫特省和朗德省，南至热尔省，东临塔恩-加龙省和洛特省。
与博维尔接壤的市镇（或旧市镇、城区）包括：圣阿芒迪佩克、维萨堡、拉库、罗克科尔、布莱蒙、科扎克、栋达、昂盖拉克。

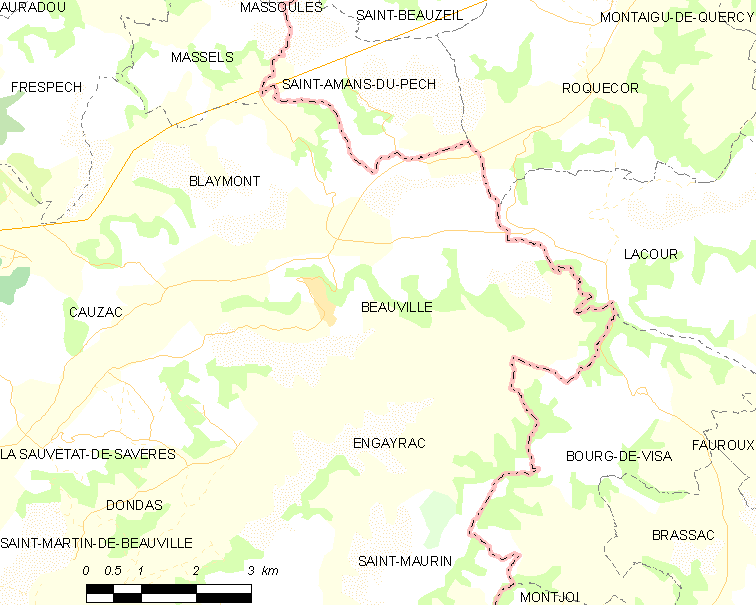
的OSM定位图

博维尔的时区为UTC+01:00、UTC+02:00（夏令时）。

## 行政
博维尔的邮政编码为47470，INSEE市镇编码为47025。

## 政治
博维尔所属的省级选区为塞尔地区县。

## 人口

1962-2008年间人口变化图示

博维尔于2022年1月1日时的人口数量为552人。